# Опистотонус
Опистото́нус (др.-греч. ὄπισθε(ν) — «сзади, назад» + τόνος — «напряжение») — судорожная поза с резким выгибанием спины, запрокидыванием головы назад (поза дуги с опорой лишь на затылок и пятки), вытягиванием ног, сгибанием рук, кистей, стоп и пальцев вследствие тонического сокращения мышц конечностей, спины и шеи.
Представляет собой крайнее выражение децеребрационной ригидности, возникает обычно пароксизмально; поза удерживается относительно длительное время. Наблюдается при столбняке, лейкодистрофиях, детских параличах с поражением среднего мозга или моста, а также при других патологических процессах в мозге, при которых происходит сдавление среднего мозга и моста вследствие дислокации мозга (ушиб мозга с отеком при черепно-мозговой травме, гематома, опухоли мозга и мозжечка, отек мозга, при тяжелом течении менингита). Также наблюдается при запущенных пилородуоденальных стенозах наряду с тризмом, возникает при отравлении некоторыми функциональными ядами (в частности, цианидами).